# 小橋流水
小橋流水（英語：Little Bridge，2006年11月5日－2014年3月9日），是一匹曾在香港出賽的賽駒，練馬師是沈集成，為2011/2012馬季最受歡迎馬匹和最佳短途馬。競賽生涯中一勝國際一級賽。

## 競賽生涯

### 2009-10年馬季
小橋流水在5月23日的沙田1000米賽事首度上陣，以兩個馬位擊敗後來在一班賽勝出的錢照贏。之後在三班賽中仍然以兩個馬位大勝，成為了矚目的新星。

### 2010-11年馬季

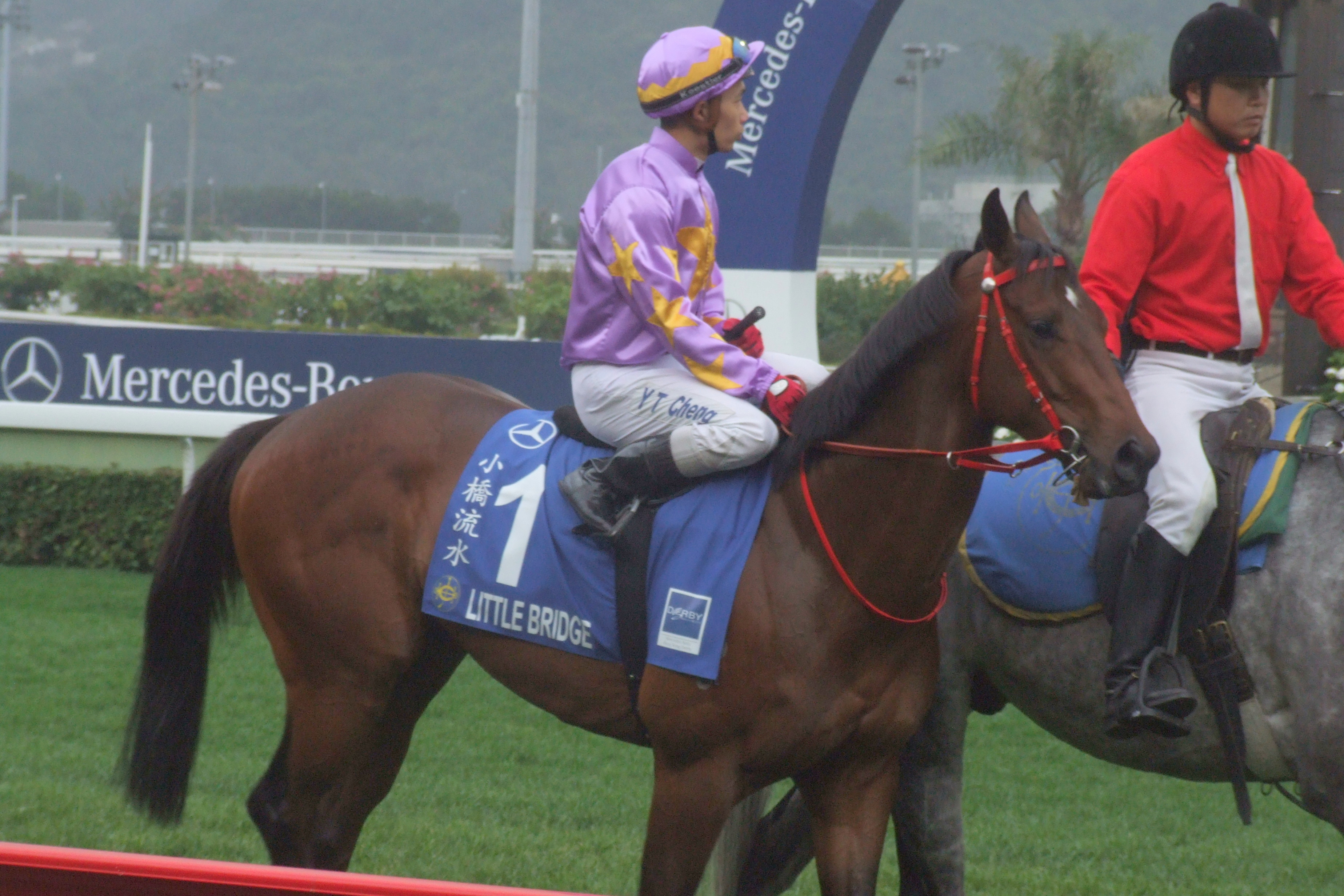
小橋流水出戰香港打吡大賽。

在9月12日的賽事中輕鬆取勝後，10月17日的1200米賽事，末段受到聖法理的追擊，幸好仍能以短馬頭位勝出，然後在11月6日的賽事中以1.4倍的大熱門輕鬆取勝，接著挑戰二級賽馬會短途錦標，但由於有蓮華生輝以及天久等實力馬，只成為15倍的半冷。馬匹在終點前頗有優勢，可惜只得第三，然後在國際一級賽香港短途錦標視為熱門之一，可惜賽事中表現平平，最終以第八名完成。
2011年1月1日的華商會挑戰盃增程1400米，最後率先超越大熱門共創未來，以半個馬位勝出賽事。之後在香港經典一哩賽因為路程太長只得第五。沈集成讓牠休息，直接角逐香港打吡大賽。在此之前在1600米試閘以首名完成。不過在打吡大賽中，馬匹在直路見弱，已經無法展步，結果大敗包尾而回。於是練馬師讓牠休息整個馬季。

### 2011-12年馬季
在季初首場賽事香港特區行政長官盃，馬迷重拾對牠的信心，成為了大熱門，在直路一度取得領先，但是被久久未取得頭馬的時尚風采爆半冷取勝，只能屈居亞軍。接著在10月1日的沙田短途錦標，由梁家俊策騎，但直到終點前仍然被前方的馬匹困著，結果只得第十。
10月30日的精英碗因排大外檔變為26的倍的冷門，在賽事仍能順利跟前，直路成功封阻大熱門盈彩繽紛的位置，一度取得領先，可惜被大冷門富貴金龍在最後一步趕過跑第二而回。之後沈集成考慮到日後的香港短途錦標騎師潘頓策騎蓮華生輝，於是給予巫斯義策騎，成為賽事次熱門，於比賽中領先盈彩繽紛一個馬位，以上場相信，雖然在直路被對手望空，但今次順利帶離對手，勝出賽事。在香港短途錦標被對手困著，一直無法找位，直到200米才能望空，結果只能與第四名完成。
其後在百週年紀念短途盃以及主席短途獎表現一般。休息接近兩個月後，在洋紫荊短途錦標復出，結果在300米後帶出，在133磅下仍造出55.98的好時間輕鬆其他對手而回。四星期後在短途錦標上陣，結果以1.7倍的大熱門輕鬆掄元，沈集成表示將會角逐皇家雅士谷賽事。6月19日在潘頓胯下出戰英國一級賽皇席錦標，小橋流水在當地為13倍半冷，馬匹首先在最後400米越過隆尚教堂大賽冠軍柑桔樹，面對屏息以待及獨掌全權的追擊下，最後小橋流水在率先突圍下初次取得一級賽勝利，同時亦成為首匹在雅士谷馬場取勝的香港賽駒（「好望角」雖於2005年的皇家雅士谷賽期取勝，但因場地改建關係當年賽事於約克馬場進行），小橋流水在季尾的冠軍人馬獎中奪得最佳短途馬以及從公眾投票中奪得最受歡迎馬匹，但卻失落香港馬王。

### 2012-13年馬季
沈集成讓小橋流水在暑假休息，在9月30日角逐短途馬錦標，守在好位的牠在直路表現平平，未有機會威脅前領馬以第十名完成。回港後，在馬會短途錦標落後頭馬天久五個馬位，以第九名過終點。
可是，該駒其後在2012年12月6日被獸醫發現右前蹄不良於行，並於排位前宣布退出當屆香港短途錦標，其後更放棄角逐香港速度系列的三關賽事，此後小橋流水再沒有出賽。2013年9月3日，由於該駒的腳患嚴重，練馬師沈集成建議小橋流水宣布退役。

### 退役后
2013年12月，小桥流水被送往澳洲维多利亚省Living Legends牧场展开退役生活，与前香港马王精英大师、牛精福星成为厩侣。惜于3月初突患腹绞痛，接受手术后情况转坏，于香港时间2014年3月9日早上离世。

## 詳細賽績
| 日期       | 馬場   | 距離   | 級別 | 賽事名稱                    | 負重（磅） | 騎師   | 名次/出馬 | 時間    | 與頭馬距離 | 冠軍（亞軍）    |
| ---------- | ------ | ------ | ---- | --------------------------- | ---------- | ------ | --------- | ------- | ---------- | --------------- |
| 23/5/2010  | 沙田   | 草1000 |      | 第四班讓賽                  | 125        | 潘頓   | 1/14      | 57.10   | 2-1/4      | （錢照贏）      |
| 12/6/2010  | 沙田   | 草1000 |      | 香港大學校友會挑戰盃（3班） | 121        | 潘頓   | 1/14      | 56.14   | 2-3/4      | （尚駿心）      |
| 12/9/2010  | 沙田   | 草1000 |      | 第三班讓賽                  | 132        | 潘頓   | 1/9       | 56.79   | 3-1/4      | （軍刀）        |
| 17/10/2010 | 沙田   | 草1200 |      | 第二班讓賽                  | 124        | 潘頓   | 1/14      | 1:08.94 | 短馬頭     | （聖法理）      |
| 6/11/2010  | 沙田   | 草1000 |      | 第一班讓賽                  | 126        | 潘頓   | 1/14      | 56.73   | 短馬頭     | （共創未來）    |
| 21/11/2010 | 沙田   | 草1200 | G2   | 馬會短途錦標                | 123        | 潘頓   | 3/12      | 1:08.91 | 1/2        | 火箭人 同一世界 |
| 12/12/2010 | 沙田   | 草1200 | G1   | 香港短途錦標                | 126        | 潘頓   | 8/14      | 1:09.36 | 3-1/4      | 卡通飛機        |
| 1/1/2011   | 沙田   | 草1400 | HKG3 | 華商會挑戰盃                | 120        | 潘頓   | 1/13      | 1:21.98 | 1/2        | （共創未來）    |
| 23/1/2011  | 沙田   | 草1600 | G1   | 香港經典一哩賽              | 126        | 潘頓   | 5/12      | 1:34.74 | 3          | 天久            |
| 13/3/2011  | 沙田   | 草2000 | G1   | 香港打吡大賽                | 126        | 鄭雨滇 | 14/14     | 2:08.73 | 45-1/4     | 雄心威龍        |
| 11/9/2011  | 沙田   | 草1200 |      | 香港特區行政長官盃（1班）   | 127        | 潘頓   | 2/8       | 1:09.73 | 1-3/4      | 時尚風采        |
| 1/10/2011  | 沙田   | 草1000 | HKG3 | 沙田短途錦標                | 121        | 梁家俊 | 9/11      | 57.43   | 5          | 盈綵繽紛        |
| 30/10/2011 | 沙田   | 草1200 | HKG2 | 精英碗                      | 123        | 潘頓   | 2/14      | 1:08.87 | 馬頸       | 富貴金龍        |
| 20/11/2011 | 沙田   | 草1200 | G2   | 馬會短途錦標                | 123        | 巫斯義 | 1/14      | 1:08.67 | 3/4        | （盈綵繽紛）    |
| 11/12/2011 | 沙田   | 草1200 | G1   | 香港短途錦標                | 126        | 巫斯義 | 4/14      | 1:09.32 | 2          | 天久            |
| 15/1/2012  | 沙田   | 草1200 | HKG1 | 百週年紀念短途盃            | 126        | 巫斯義 | 7/12      | 57.36   | 2          | 鷹之團          |
| 5/2/2012   | 沙田   | 草1200 | HKG1 | 主席短途獎                  | 126        | 潘頓   | 6/12      | 1:09.43 | 2-3/4      | 時尚風采        |
| 1/4/2012   | 沙田   | 草1000 | HKG3 | 洋紫荊短途錦標              | 133        | 潘頓   | 1/11      | 55.98   | 2-1/4      | （甜將）        |
| 29/4/2012  | 沙田   | 草1200 | HKG2 | 短途錦標                    | 123        | 潘頓   | 1/7       | 1:09.18 | 3/4        | （傾力之城）    |
| 19/6/2012  | 雅士谷 | 草1000 | G1   | 皇席錦標                    | 130        | 潘頓   | 1/22      | 59.69   | 3/4        | （屏息以待）    |
| 30/9/2012  | 中山   | 草1200 | G1   | 短途馬錦標                  | 57公斤     | 潘頓   | 10/16     | 1:07.4  | 4-1/2      | 龍王            |
| 18/11/2012 | 沙田   | 草1200 | G2   | 馬會短途錦標                | 123        | 潘頓   | 9/14      | 1:09.72 | 5-1/2      | 天久            |

## 血統背景
父系Faltaat主要在阿聯酋出賽，在杜拜以及阿布達比均曾勝出，其後在美國及紐西蘭配種。已誕下數匹一級賽冠軍。母系Golden Rose出自二級賽冠軍Glod Brose，未曾出賽，也只有小橋流水留上好成績。另外在血統上與祖父Mr. Prospector為2x4的近親交配。

## 外部連結
- 香港賽馬會 （页面存档备份，存于）
- 血統表 （页面存档备份，存于）